# Psycharium montanum
Psycharium montanum is een vlinder uit de familie Somabrachyidae. De wetenschappelijke naam van deze soort is voor het eerst geldig gepubliceerd in 1998 door Geertsema.
De soort komt voor in tropisch Afrika.